# Kamran Katouzian
Kamran Katouzian (persisch کامران کاتوزیان; * 2. Dezember 1941 in Teheran; † 15. März 2025 ebenda) war ein iranischer Graphiker, Maler und Hochschullehrer. Er war einer der führenden Vertreter der abstrakten Kunstströmung im Iran.

## Leben
Nach seinem Schulabschluss verließ Katouzian den Iran zum Studium in den Fächern Malerei und Bildhauerei an dem Windham College in Putney im US-Bundesstaat Vermont, wo er 1961 graduierte. Während seines Studiums und seines Aufenthalts in New York war er von der Bewegung des abstrakten Expressionismus und den Werken von Jackson Pollock, Mark Rothko und Mark Tobey fasziniert; sein Lieblingskünstler war jedoch Franz Kline. Der Einfluss von Kline ist in verschiedenen Perioden von Katouzians Wirken deutlich sichtbar.
Kamran Katouzian kehrte 1963 in den Iran zurück und wurde vom Ministerium für Kultur und Kunst angestellt. In diesem Ministerium lernte er Changiz Shahvaq und Naser Mofakham kennen, mit deren Hilfe er 1964 die Saba-Galerie gründete. 1965 trat er in den Fachbereich Architektur der Fakultät für Schöne Künste der Universität Teheran mit einer Professur ein. Er unterrichtete zudem Grafik an der Fakultät für dekorative Künste (1969–1971) und an der Azad-Universität (1990–1992).
Katouzian war auch in den Bereichen Grafik und Werbung tätig und schaffte mit seinen Werken Prototypen des Grafikdesigns im Iran.
Er war der Gewinner der IV. Teheran-Biennale mit einem abstrakten Gemälde mit dem Titel „Als der Vater meines Vaters jung war“ und einer abstrakten Statue des Iran im Jahr 1964. Außerdem nahm er 1965 an der Biennale de Paris, 1966 an der Biennale di Venezia und 1977 am Washington International Art Festival teil. Seine Werke befinden sich in der ständigen Sammlung des Teheraner Museum für Zeitgenössische Kunst wie auch im Museum of Modern Art in New York.
Er starb nach langer Krankheit am 15. März 2025 im Alter von 83 Jahren in seinem Haus. Er wurde auf dem Künstlerfriedhof des Behescht-e Zahra beigesetzt.